# Daniel Daly
Pour les articles homonymes, voir Daly.
Le sergent major Daniel Joseph « Dan » Daly (11 novembre 1873 - 27 avril 1937), est un militaire américain qui faisait partie du Corps des Marines des États-Unis. Il est l'un des 19 hommes (dont 7 autres Marines) à avoir obtenu par deux fois la Medal of Honor (médaille d'honneur).
Il a obtenu sa première médaille d'honneur pendant la rébellion des Boxers en 1900, et la seconde à Haïti en 1915. Daly et le major général Smedley Butler sont les seuls Marines à avoir obtenu deux Médailles d'honneur dans deux actions distinctes.
Au cours de la Première Guerre mondiale, Daly est devenu encore plus célèbre dans le corps des Marines lorsqu'il aurait crié à sa compagnie : « Come on, you sons of bitches, do you want to live forever? » (« Allez, bande de fils de pute, voulez-vous vivre éternellement ? ») avant de charger les Allemands lors de la bataille du bois de Belleau. Butler a décrit Daly comme « le Marine le plus combatif que j'ai jamais connu... C'était un exemple pratique d'avoir servi avec lui ».
Les médailles d'honneur de Daly sont exposées au musée national du Corps des Marines (National Museum of the Marine Corps (en)) à Triangle en Virginie, où l'on trouve également la citation « vivre pour toujours » gravée dans la pierre de la rotonde du bâtiment,.

## Biographie

### Jeunesse
Daniel Joseph Daly est né le 11 novembre 1873 à Glen Cove, dans l'État de New York, à Long Island. Il a passé sa jeunesse à New York, où il a notamment travaillé comme vendeur de journaux. Malgré sa petite taille (1,68 m) et son poids de 60 kg, Daly a combattu occasionnellement comme boxeur semi-professionnel,.

### Carrière militaire

#### Début de carrière
Le soldat Daly s'est enrôlé dans le Corps des Marines des États-Unis le 10 janvier 1899, à l'âge de 25 ans,,. Sa première affectation fut au sein de la flotte asiatique (Asiatic Fleet) à bord du croiseur USS Newark (C-1). En 1900, la flotte est arrivée en Chine pendant la rébellion des Boxers. Le 15 juillet 1900, le soldat Daly et son commandant, le capitaine Newt H. Hall, sont partis en reconnaissance d'une position assiégée par les Boxers. Une équipe de travail, qui devait les suivre pour construire des défenses, n'est jamais arrivée. Pendant que le capitaine Hall retournait chercher l'équipe de travail, Daly a repoussé à lui seul une attaque furieuse des Boxers sur la position, une action qui lui a valu sa première médaille d'honneur,.
Après avoir servi en Chine, Daly a servi sur divers navires dans les régions du Pacifique et des Caraïbes, et a participé aux Philippines et à la guerre des Bananes. Il a également formé des recrues, s'est forgé une réputation d'excellent boxeur et a atteint le grade de sergent-artilleur (gunnery sergeant). Le 14 mars 1911, Daly était à bord du USS Springfield lorsqu'il a repéré un feu d'essence qui se propageait vers le magasin du navire. Il a réussi à éteindre l'incendie, assurant ainsi la sécurité des 500 membres d'équipage du navire, mais a passé plusieurs semaines à l'hôpital avec de graves brûlures. Daly a reçu des félicitations du Secrétaire de la Marine et du Commandant du Corps des Marines pour ses actions.
Daly a obtenu sa deuxième Médaille d'honneur en Haïti avec les Marines américains qui soutenaient le gouvernement haïtien dans une lutte contre les insurgés Cacos. Dans la nuit du 24 octobre 1915, pendant la bataille de Fort Dipitie, le sergent-artilleur Daly était en patrouille avec un détachement de trois escouades de la 15e compagnie du 2e régiment de Marines, sous le commandement du major Smedley Butler. Les Marines ont été pris en embuscade par une force de quelque 400 Cacos alors qu'ils traversaient une rivière, et le cheval qui portait leur mitrailleuse a été tué, sa carcasse coulant dans le lit de la rivière. Alors que la bataille fait rage toute la nuit, Daly plonge à plusieurs reprises au fond de la rivière jusqu'à ce qu'il retrouve le cheval, libère la mitrailleuse de ses liens et transporte les 91 kg d'armement sur une distance de 1,5 km jusqu'à la position des Marines. Plus tard, réarmés et avec Daly à la tête d'une des escouades, les Marines se regroupent et dispersent les Cacos.

#### Première Guerre mondiale

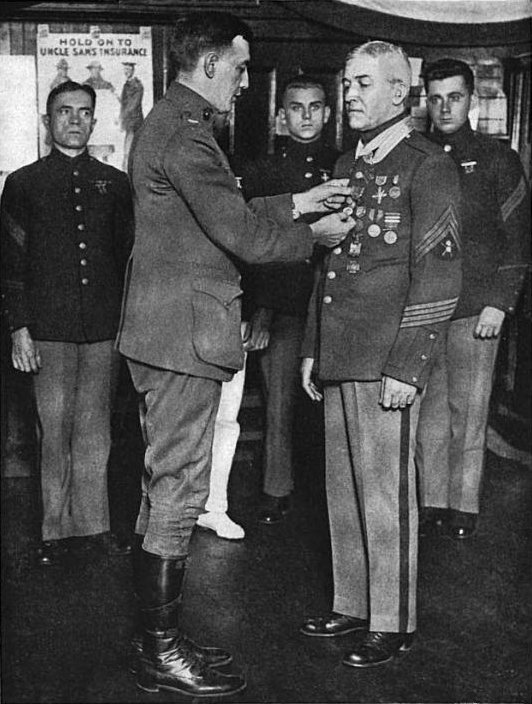
Daly est décoré de la Médaille militaire.

Le service de Daly dans la Première Guerre mondiale a commencé le 4 novembre 1917, avec des combats initiaux à Toulon et dans l'Aisne. Pendant la bataille du bois Belleau en juin 1918, Daly a servi comme premier sergent (first sergeant) de la 73e Compagnie, 6e Régiment de Marines, 4e Brigade de Marines, attachée à la 2e Division d'infanterie de l'armée américaine. Le 1er juin, le régiment a été placé dans une brèche dans la ligne laissée par la 43e Division française, avec l'intention de stopper l'avancée allemande vers Paris. Le 2 juin, les Marines repoussent une attaque de la 28e division allemande. Le 5 juin, un obus allemand tombe dans un dépôt de munitions à Lucy-le-Bocage, provoquant un incendie. Daly a rapidement conduit un groupe de sa compagnie dans les flammes pour éteindre le feu, empêchant ainsi l'arsenal d'exploser,.
Le 6 juin, les Marines passèrent à l'offensive. Les Allemands étaient retranchés dans les bois, séparés des Marines par 370 m de champ de blé ouvert. Face à 1 200 Allemands équipés de 200 mitrailleuses, la 73e compagnie est bloquée par un feu intense. Alors que les Marines se mettaient à l'abri à la nuit tombée, Daly marchait ouvertement vers chacune de ses positions de mitrailleuses, ralliant et coordonnant ses hommes. Le 10 juin, une unité de mitrailleuses allemandes a avancé près de la position de Daly. Daly a immédiatement chargé l'arme, la détruisant avec trois grenades, a abattu le commandant de l'unité avec son pistolet de calibre 45, et a fait prisonniers les 14 soldats restants. Alors que la bataille faisait rage plus tard dans la journée, Daly s'est exposé au feu de l'ennemi en évacuant les blessés. Pour ses actions du 5 au 10 juin, Daly a reçu la Navy Cross, la Distinguished Service Cross et la Médaille militaire française.
La dernière campagne de Daly fut l'offensive Meuse-Argonne. À la fin de la guerre, il avait été blessé par balle à l'épaule et avait reçu deux éclats d'obus à la jambe. Daly quitta le service actif pour la Réserve du Corps des Marines des États-Unis (United States Marine Corps Reserve) en 1919 et prit officiellement sa retraite le 6 février 1929 au grade de sergent-major (sergent-major).

### L'héritage
Selon la tradition du Corps des Marines, Daly a rallié ses hommes avant de charger les troupes allemandes à la bataille du bois Belleau lors de la Première Guerre mondiale en criant : « Come on, you sons of bitches! Do you want to live forever? » (« Allons-y, fils de putes ! Vous voulez vivre pour toujours ? »),,. Cette citation est apparue pour la première fois dans "And They Thought We Wouldn't Fight" (Et ils pensaient qu'on ne se battrait pas), un mémoire de 1918 du correspondant de guerre Floyd Gibbons du The Chicago Tribune. Gibbons, qui était attaché au 3e bataillon du 5e régiment de Marines du major Benjamin Berry, a attribué cette phrase à un sergent-artilleur anonyme de cette unité. La légende populaire a fini par attribuer le cri de ralliement à Daly, malgré des divergences dans l'histoire : Daly était un premier sergent, et non un sergent-artilleur, et il était membre du 6e régiment de Marines, et non du 5e. L'historien Alan Axelrod a déclaré que "personne n'a été trouvé qui ait réellement entendu [Daly] le dire". Quoi qu'il en soit, en mai 1919, moins d'un an après la bataille, l'histoire de Daly au Bois Belleau - incorporant la citation - a été présentée dans "The Wood of Fair Water", l'un des six courts métrages du Rothapfel Unit Program, un film réalisé par Samuel L. Rothapfel,,,.
Pour sa part, Daly a déclaré à un historien du corps des Marines qu'il avait crié : "For Christ's sake, men—come on! Do you want to live forever?" ("Pour l'amour du Christ, les hommes - allez ! Voulez-vous vivre éternellement ?")  Indépendamment de la formulation de la citation ou de la personne qui l'a prononcée, elle est fermement ancrée dans la tradition du Corps des Marines, Axelrod notant que les détails ne "diminuent pas la réalité sur laquelle la légende est basée".

### Vie ultérieure

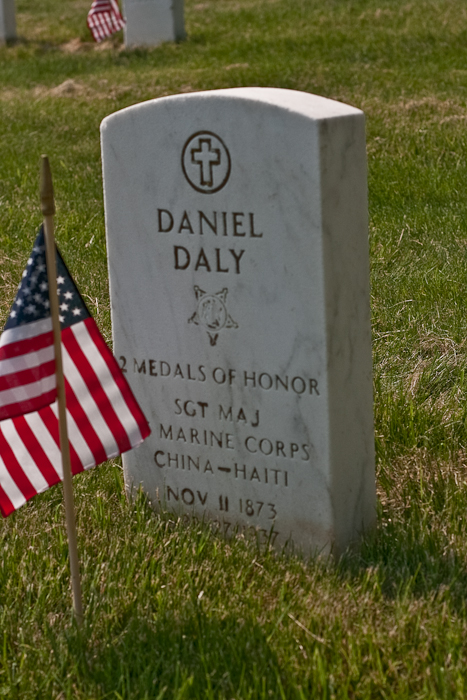
Daly est enterré au cimetière national de Cypress Hills.

Après avoir quitté les Marines, Daly mène une vie tranquille avec sa sœur à New York, travaillant comme gardien de banque et évitant la publicité. Il meurt d'une crise cardiaque à Glendale, un quartier de New York, le 27 avril 1937, à l'âge de 63 ans. Il est enterré au cimetière national de Cypress Hills (Cypress Hills National Cemetery) à Brooklyn.

## Décorations et honneurs

### Honneurs
Le destroyer de classe Fletcher USS Daly (DD-519)) a été nommé en l'honneur de Daly et a été mis en service le 10 mars 1943.
Le 10 novembre 2005, le service postal des États-Unis (United States Postal Service) a émis ses timbres "Distinguished Marines" dans lesquels Daly a été honoré, ainsi que trois autres héros du corps des Marines. Outre Daly, ces timbres honoraient John Basilone, John A. Lejeune, et Chesty Puller.

### Médailles
Les décorations et médailles de Daly comprennent deux médailles d'honneur, la Navy Cross, la Distinguished Service Cross, trois lettres de recommandation, la Good Conduct Medal avec deux étoiles de bronze, la China Relief Expedition Medal, la Philippine Campaign Medal, la Marine Corps Expeditionary Medal avec une étoile de bronze, la Mexican Service Medal, la Haitian Campaign Medal, la World War I Victory Medal avec Aisne, St. Mihiel, Meuse-Argonne, et secteur défensif et étoile de citation ; Médaille militaire ; Croix de Guerre avec palme ; et la Fourragère. Les trois dernières récompenses sont décernées par le gouvernement français. Seule la Croix de Guerre est autorisée à être portée par le personnel américain. Une exception spéciale est faite pour les Marines affectés aux 5e et 6e régiments de Marines ; ils sont autorisés à porter la Fourragère avec leurs manteaux ou vestes de service et de ville,,,.
| 2nd award always stands as separate ribbon |                                                                     |             |  |
| Bronze star · Bronze star                  |                                                                     |             |  |
|                                            |                                                                     | Bronze star |  |
|                                            | Silver star · Bronze star · Bronze star · Bronze star · Bronze star |             |  |
|                                            |                                                                     |             |  |

| Medal of Honor (Première décoration) | Medal of Honor (Première décoration) | Medal of Honor (Première décoration) | Medal of Honor (Première décoration)                                                                  | Medal of Honor (Première décoration)                                                                  | Medal of Honor (Première décoration)                                                                  | Medal of Honor (Seconde décoration)                  | Medal of Honor (Seconde décoration)                  | Medal of Honor (Seconde décoration)                  | Medal of Honor (Seconde décoration)                  | Medal of Honor (Seconde décoration)                  | Medal of Honor (Seconde décoration)                  |
| Navy Cross                           | Navy Cross                           | Navy Cross                           | Navy Cross                                                                                            | Distinguished Service Cross                                                                           | Distinguished Service Cross                                                                           | Distinguished Service Cross                          | Distinguished Service Cross                          | Marine Corps Good Conduct Medal avec 2 service stars | Marine Corps Good Conduct Medal avec 2 service stars | Marine Corps Good Conduct Medal avec 2 service stars | Marine Corps Good Conduct Medal avec 2 service stars |
| China Relief Expedition Medal        | China Relief Expedition Medal        | China Relief Expedition Medal        | Philippine Campaign Medal                                                                             | Philippine Campaign Medal                                                                             | Philippine Campaign Medal                                                                             | Marine Corps Expeditionary Medal avec 1 service star | Marine Corps Expeditionary Medal avec 1 service star | Marine Corps Expeditionary Medal avec 1 service star | Mexican Service Medal                                | Mexican Service Medal                                | Mexican Service Medal                                |
| Haitian Campaign Medal               | Haitian Campaign Medal               | Haitian Campaign Medal               | World War I Victory Medal Aisne, St. Mihiel, Meuse-Argonne, et secteur défensif et étoile de citation | World War I Victory Medal Aisne, St. Mihiel, Meuse-Argonne, et secteur défensif et étoile de citation | World War I Victory Medal Aisne, St. Mihiel, Meuse-Argonne, et secteur défensif et étoile de citation | Médaille militaire (France)                          | Médaille militaire (France)                          | Médaille militaire (France)                          | Croix de Guerre avec palme en bronze (France)        | Croix de Guerre avec palme en bronze (France)        | Croix de Guerre avec palme en bronze (France)        |
| Fourragère de la Croix de Guerre     |                                      |                                      | | | |                                                      |                                                      |                                                      |                                                      |                                                      |                                                      |

## Sources
- (en) Cet article est partiellement ou en totalité issu de l’article de Wikipédia en anglais intitulé « Daniel Daly » (voir la liste des auteurs).
- (en)  Cet article contient du texte publié par l'United States Marine Corps (USMC) dont le contenu se trouve dans le domaine public.